# Rännänlampi
Rännänlampi är en sjö i kommunen Lieksa i landskapet Norra Karelen i Finland. Den är 12,3 meter djup. Arean är 47 hektar och strandlinjen är 4,03 kilometer lång. Sjön  ingår i Vuoksens huvudavrinningsområde.   Den ligger omkring 100 kilometer nordöst om Joensuu och omkring 470 kilometer nordöst om Helsingfors. 